# Zimiromus brachet
Zimiromus brachet Platnick & Shadab, 1976 è un ragno appartenente alla famiglia Gnaphosidae.

## Etimologia
Il nome della specie deriva da un'arbitraria combinazione di lettere, come ammesso dallo stesso descrittore Platnick.

## Caratteristiche
L'olotipo femminile rinvenuto ha lunghezza totale è di 5,18mm; la lunghezza del cefalotorace è di 2,16mm; e la larghezza è di 1,55mm.

## Distribuzione
La specie è stata reperita nell'Ecuador centroccidentale: l'olotipo femminile è stato rinvenuto nei dintorni di Guayaquil, nella provincia del Guayas.

## Tassonomia
Al 2016 non sono note sottospecie e dal 1976 non sono stati esaminati nuovi esemplari.